# بيرونيردين
بيرونيردين هو دواءٌ مضادٌ للملاريا. صُنع للمرة الأولى في عام 1970 وكان قيد الاستخدام السريري في الصين منذ ثمانينيات القرن العشرين.
يعتبر البيرونيردين واحدًا من مكونات العلاج المركب بالأرتيميسينين أرتيسونات/بيرونيردين.
أُجريت دراساتٌ على البيرونيردين لاستخدامه المُحتمل مضادًا للسرطان.